# Institut pro náboženská díla
Institut pro náboženská díla (někdy také Ústav pro věci víry či populárně Vatikánská banka, italsky Istituto per le Opere di Religione, zkratka IOR) je banka, nacházející se ve Vatikánu.
Banka není bez omezení přístupná široké veřejnosti, funguje ale jako komerční (obchodní) banka na rozdíl od Správy majetku Apoštolského stolce (italsky Amministrazione del Patrimonio della Sede Apostolica, zkratka A.P.S.A.), která je jakožto úřad římské kurie centrální bankou Svatého stolce.
Účelem instituce je podle stanov z roku 2023 „zajištění úschovy a správy majetku převedeného nebo svěřeného Ústavu fyzickými či právnickými osobami a určeného k náboženským nebo charitativním účelům“.
Banka sídlí v Apoštolském paláci ve Vatikánu a v navazující věži Mikuláše V. (Torre di Nicolo V), kde se také nachází hlavní vchod. Banka nemá žádné další pobočky.
Identifikační kód Institutu pro náboženská díla (ISO 9362) je IOPRVAVX.

## Historie banky
Ústav pro věci víry založil dne 27. června 1942 papež Pius XII., aby spravoval převážně peníze určené pro církevní instituce a charitativní práce.

### Kontroverze a reformy
V 70. a 80. letech 20. století byla banka zapletena do velkých politických a finančních skandálů, včetně 3,5 miliardového bankrotu italské banky Banco Ambrosiano (z roku 1982), mezi jejíž hlavní akcionáře patřila a kterou vedl Roberto Calvi – zednář, jenž zemřel „za podivných okolností“. Ředitel Vatikánské banky z let 1971 až 1989, arcibiskup Paul Marcinkus, byl v té době obviněn jako spolupachatel tohoto bankrotu, ale nebyl nikdy předveden před soud, protože výše postavení církevní hodnostáři ve službách Vatikánu mají podle italských soudů diplomatickou imunitu proti soudnímu stíhání.
Až do počátku 21. století se opakovala obvinění ze špatného hospodaření, praní špinavých peněz a finančních podvodů. Italská centrální banka se rovněž domnívala, že někteří Italové v této bance ukrývali své příjmy před zdaněním.
V září roku 2010 římská prokuratura zmrazila Vatikánu účet s 23 miliony eur v italské bance kvůli podezření z praní špinavých peněz. Prezident IOR Ettore Gotti Tedeschi a jeho zástupce Paolo Cipriani byli kvůli nezvyklým transakcím vyšetřováni policií, ale podezření se neprokázala. V reakci na tyto události, ale i kvůli požadavkům, plynoucím z měnové dohody s Evropskou unií z roku 2009 zřídil papež Benedikt XVI. v závěru roku 2010 Úřad finančního dohledu a informovanosti, jehož hlavním posláním je kontrola všech finančních operací Vatikánu s cílem zabránit nelegálním transakcím, praní špinavých peněz i financování terorismu.
Dne 15. února 2013 byl prezidentem Vatikánské banky jmenován Ernst von Freyberg. 24. června 2013 jmenoval papež František pětičlennou „Papežskou referenční komisi pro Institut pro náboženská díla“ (italsky Pontificia Commissione Referente sull’Istituto per le Opere di Religione; zkratka CRIOR), která měla zkoumat činnost vatikánské banky a její reformy. Vzápětí, 28. června 2013, byly italskou policií zatčeny tři osoby pro podezření z korupce, podvodu a pašování peněz. Byl mezi nimi i Monsignore Nunzio Scarano, dříve hlavní účetní Správy majetku Apoštolského stolce (obviněný později v lednu roku 2014 i z praní špinavých peněz prostřednictvím účtů Vatikánské banky). Generální ředitel vatikánské banky Paolo Cipriani a jeho zástupce Massimo Tulli kvůli tomuto případu dne 1. července 2013 „v zájmu Institutu a Svatého stolce" rezignovali na své funkce. Povinnosti generálního ředitele dočasně převzal prezident banky Ernst von Freyberg, než jej v závěru roku 2013 nahradil italský bankéř Rolando Marranci.
Institut pro náboženská díla však nadále pokračoval v reformních krocích. V červenci roku 2013 spustil vlastní web a 1. října 2013 zveřejnil první výroční zprávu.

### Nová ekonomická správa
24. února 2014 papež František vydal motu proprio s názvem Fidelis dispensator et prudens („Věrný a rozvážný správce”), jímž zřídil nové ekonomické instituce Svatého stolce:
- Rada pro ekonomické záležitosti (Consiglio per l´Economia) má poskytovat orientaci v ekonomickém managementu a dohlížet na správní a finanční činnost úřadů římské kurie i institucí napojených na Svatý stolec a městský stát Vatikán. Tvoří ji patnáct členů – osm zástupců církve (kardinálů a biskupů) a sedm finančních odborníků z řad laiků.
- Sekretariát pro ekonomiku (Segreteria per l´Economia) má za úkol sestavovat rozpočet Svatého stolce i Městského státu Vatikán a provádět kontrolu jejich hospodaření.
- Generální revizor provádí audity hospodaření všech institucí Svatého stolce a městského státu Vatikán ve snaze zabránit korupci.[27]

Současně papež potvrdil dosavadní funkce a pravomoci dozorčího finančního úřadu (ASIF) i centrální vatikánské banky (APSA), jejichž úkolem je dohled nad IOR a zamezení nelegální činnosti.
V únoru 2018 Vatikánská banka oznámila, že obviňuje svého bývalého prezidenta (Angelo Caiola) a jeho právníka ze zpronevěry 57 milionů eur prostřednictvím podvodu s nemovitostmi a praní špinavých peněz v letech 2001 až 2006. Oba obvinění byli odsouzeni v lednu roku 2021.
Od roku 2022 spravuje Vatikánská banka veškerý movitý majetek Vatikánu a Svatého stolce IOR. V roce 2022 vykázala zisk 29,6 milionu eur a v tiskovém sdělení ke zveřejnění výroční zprávy za rok 2022 uvedla, že "podle hodnocení Moneyval patří IOR mezi nejlépe hodnocené instituce na světě".

## Organizace
Podle statut z roku 2023 se vedení banky skládá ze čtyř oddělení:
- Komise kardinálů, která má 5 čenů, volených na pět let. Prověřuje zprávy o hlavních obchodních procesech a strategii předložené prezidentem dozorčí rady, sleduje dodržování zákonných ustanovení. Jmenuje a odvolává členy dozorčí rady.
- Dozorčí rada, která má 7 členů s dostatečnou odbornou kvalifikací, v čele s prezidentem. Členové jsou voleni na 5 let. Dozorčí rada definuje strategický plán Institutu a zajišťuje dohled nad finančními operacemi. Jmenuje a odvolává generálního ředitele (po schválení komisí kardinálů) a dozoruje jeho činnost.
- Prelát banky, volený komisí kardinálů na pět let a potvrzovaný papežem. Funguje jako sekretář komise, účastní se zasedání dozorčí rady i komise kardinálů a dohlíží na dodržování základních principů katolické etiky v souladu s posláním Institutu.
- Generální ředitel, řídí a kontroluje provoz Institutu a zodpovídá se dozorčí radě. Může být jmenován na pětileté období i na dobu neurčitou, nejvýše však do věku 70 let.

Výroční zpráva IOR za rok 2022 uvádí, že banka má 117 zaměstnanců a 12 759 zákazníků. Zákazníkem se ovšem nemohou stát jednotlivci ani instituce bez úzkého vztahu ke Svatému stolci a katolické církvi. Podle oficiálních údajů mezi klienty banky patří řeholní řády (49 %), instituce římské kurie, Svatého stolce či nunciatur a vatikánské státní úřady (26 %), biskupské konference, diecéze a farnosti (9 %), kardinálové, biskupové a jiní duchovní (7 %), vatikánští zaměstnanci a důchodci (7 %) i nadace a další subjekty podřízené kanonickému právu (2 %).

## Vedení banky

### Seznam prezidentů
- Bernardino Nogara (1942 – 1954)
- Massimo Spada (1954 – 1971)
- Paul Casimir Marcinkus (1971 – 1989)
- Angelo Caloia (1989 – 2009)
- Ettore Gotti Tedeschi (23. září 2009 – 24. května 2012)
- Ronaldo Hermann Schmitz (25. května 2012 – 15. února 2013)
- Ernst von Freyberg (15. února 2013 – 9. července 2014)
- Jean-Baptiste de Franssu (od 9. července 2014)

### Seznam generálních ředitelů
- Giovanni Bodio (1991 – 1992)
- Andrea Gibellini (1992 – 1995)
- Lelio Scaletti (1995 – 2007)
- Paolo Cipriani (1. října 2007 – 1. července 2013)
- Rolando Marranci (30. listopadu 2013 – 24. listopadu 2015)
- Gianfranco Mammì (od 24. listopadu 2015)